# Wolfgang Schöpping
Wolfgang Schöpping (* 1926; † 2. Dezember 1983 in Spielberg (Brachttal)) war ein römisch-katholischer Geistlicher und Theologe.
Er war unter anderem von 1969 bis 1976 Pfarrer von Sankt Bonifatius in Frankfurt-Sachsenhausen, später Oberstudienrat an kirchlichen Schulen (OStR.i.K.). Er war einer der Sprecher des ARD-Das Wort zum Sonntag.
1964 wurde er von Kardinal-Großmeister Eugène Tisserant zum Ritter des Ritterordens vom Heiligen Grab zu Jerusalem ernannt und am 5. Dezember 1964 im Kölner Dom durch Lorenz Jaeger, Großprior des Ordens, investiert.
Wolfgang Schöpping hat zahlreiche Schriften veröffentlicht. 

## Schriften
- Dienstags Mittags und Donnerstags. Ein Werkbuch für Jungenfreizeit und Jungengruppe, J. Pfeiffer München 1968
- Teamwork in der Gemeinde, Lahn-Verlag Limburg 1971
- kinder fragen nach der bibel - antworten für eltern und lehrer, J. Pfeiffer München 1973
- Kinder beten gemeinsam mit Melodien, Matthias-Grünewald-Verlag 1974, zusammen mit Bernward Bruchhäuser
- Ich bin bei dir. Trost im Angesicht des Todes, Pustet Regensburg 1976
- Christus gibt dem Optimisten recht, Pustet Regensburg 1977
- Die Messfeier. Für Schüler kommentiert, Pustet Regensburg 1978
- Heimkehr zum Vater. Neues Buss- und Beichtbüchlein für Kinder, Pustet Regensburg 1982 (3. Auflage)
- Gottes Ja gilt allen / Bibelgespräch in Gruppen, 1982
- Kinder fragen nach der Bibel. Antworten für Eltern und Lehrer, J. Pfeiffer München 1982

| Personendaten    | Personendaten                                                  |
| ---------------- | -------------------------------------------------------------- |
| NAME             | Schöpping, Wolfgang                                            |
| KURZBESCHREIBUNG | deutscher Theologe und Autor, römisch-katholischer Geistlicher |
| GEBURTSDATUM     | 1926                                                           |
| STERBEDATUM      | 2. Dezember 1983                                               |
| STERBEORT        | Spielberg (Brachttal)                                          |